# التعديل العاشر لدستور الولايات المتحدة

التعديل العاشر لدستور الولايات المتحدة

جرت المصادقة على التعديل العاشر لدستور الولايات المتحدة (Amendment X)، وهو جزء من وثيقة الحقوق، في 15 ديسمبر 1791. يبيّن التعديل مبدأ الفيدرالية، المعروف أيضًا بحقوق الولايات، بالقول إن الحكومة الفيدرالية لا تتمتع إلا بتلك السلطات التي فوضها لها الدستور، وأن جميع السلطات الأخرى التي لا يحظرها الدستور على الولايات محفوظة لكل ولاية.
اقترح التعديلَ كونجرسُ الولايات المتحدة الأول في عام 1789 في فترة ولايته الأولى عقب اعتماد الدستور. اعتبره العديد من الأعضاء شرطًا أساسيًا قبل أن يصادقوا على الدستور، وتحديدًا لإرضاء مطالب مناهضي الفيدرالية، الذين عارضوا إنشاء حكومة فيدرالية أقوى.
هدف هذا التعديل هو توضيح كيفية تفسير سلطات الحكومة الفيدرالية وإعادة التأكيد على طبيعة الفيدرالية.

## نصّه
إن السلطات التي لا يفوضها الدستور للولايات المتحدة، أو التي يحظرها عليها، محفوظة للولايات تِباعًا، أو للشعب.

## صوغه واعتماده
التعديل العاشر شبيه بالمادة الثانية من وثائق الكونفدرالية:
تحتفظ كل ولاية بسيادتها وحريتها واستقلالها، وبكل سلطة وصلاحية وحق لم يُفوض صراحةً من قبل هذه الكونفدرالية إلى الولايات المتحدة، في الكونجرس المنعقد.
بعد أن صودق على الدستور، اقترح ممثل كارولاينا الجنوبية توماس تودور تاكر وممثل ماساتشوستس إلبردج جيري بصورة منفصلة تعديلات مماثلة تحد صلاحيات الحكومة الفيدرالية إلى الصلاحية المفوضة «صراحةً»، والتي كان من شأنها أن تنكر الصلاحيات الضمنية. عارض جيمس ماديسون التعديلات، مصرحًا أنه «من المستحيل قصر الحكومة على ممارسة الصلاحيات الصريحة، بل يجب بالضرورة أن توجد سلطات معترف بها ضمنيًا، ما لم يؤل الدستور إلى تعداد كل التفصيلات». عندما هُزم تصويت على هذه النسخة من التعديل بصفتها «مفوضة صراحةً»، صاغ ممثل كونيتيكيت روجر شيرمان التعديل العاشر بصيغته المصدق عليها متجاهلًا «صراحةً». سمحت لغة شيرمان بقراءة موسعة للسلطات التي يضمنها بند الضروري والسليم.

عندما طرح جيمس ماديسون التعديل العاشر في الكونجرس، أوضح أن العديد من الولايات كانت متلهفة للتصديق على هذا التعديل، بصرف النظر عن النقاد الذين اعتبروا التعديل متجاوزًا الحد أو غير ضروري:
 أرى، بالنظر في هذه التعديلات التي اقترحتها اجتماعات الدولة، أن الكثيرين حريصون بصورة خاصة على أنها ينبغي الإعلان عنها في الدستور، وأن الصلاحيات التي لم يتم تفويضها فيه يجب أن تكون مقتصرة على الولايات المتعددة. ربما تُعتبر الكلمات التي قد تحدد هذا على نحو أدقّ مما تعرّفه الوثيقة بأكملها الآن غير ضرورية. أعترف أنها يمكن أن تُعتبر غير ضرورية، ولكن لا يمكن أن يوجد ضرر في إصدار إعلان كهذا، إذا ما وافق السادة على أن الحقيقة مطابقة لما هو مذكور. أنا واثق أنني أفهمها بهذه الطريقة، وبالتالي أقترحها.
صادقت الولايات على التعديل العاشر، رافضة الإشارة إلى وجود صلاحيات غير مُعدّدة بالإضافة إلى الحقوق غير المعددة. جعل التعديل ما كان من قبل في أحسن الأحوال محض اقتراح أو تلميح أمرًا واضحًا.
كُتبت عبارة «... أو للشعب» بخط يد كاتب مجلس الشيوخ عندما عُممت وثيقة الحقوق بين مجلسي الكونجرس.

## التفسير القضائي
أعلنت المحكمة العليا أن التعديل العاشر، والذي يوضح فكرة أن صلاحيات الحكومة الفيدرالية محدودة بما منحه الدستور منها، حقيقة بديهية. في قضية الولايات المتحدة ضد سبراغ (1931) أكدت المحكمة العليا على أن التعديل «لم يُضف شيئًا إلى [الدستور] بصورته التي صُدق عليها أصلًا».

حاولت الولايات والحكومات المحلية بين الحين والآخر التأكيد على الإعفاء من اللوائح الفيدرالية المختلفة، وبخاصة في مجالات ضوابط العمل والبيئة، باستخدام التعديل العاشر كأساس لمطالبتهم. ثمة اقتباس من قضية الولايات المتحدة ضد شركة داربي لامبر يتردد استخدامه يقول:
ينص التعديل على أنه لم يبقَ شيء إلا الحقيقة البديهية لم يجرِ التنازل عنه. لا يوجد في تاريخ اعتماده ما يوحي بأنه كان أكثر من مجرد تصريح عن العلاقة بين الحكومة الوطنية وحكومات الولايات قبل التعديل أو أن الغرض منه كان بخلاف تهدئة المخاوف من أن الحكومة الوطنية قد تسعى إلى ممارسة سلطات غير ممنوحة، وأن الولايات قد لا تكون قادرة على ممارسة سلطاتها المحفوظة بالكامل.
في قضية غارسيا ضد هيئة نقل سان أنتونيو (1985)، أبطلت المحكمة قرار قضية الرابطة الوطنية للمدن ضد يوسيري (1976). في ظل الرابطة الوطنية للمدن، تحول تحديد ما إذا كانت ثمة حصانة حكومية من اللوائح الفيدرالية إلى تحديد ما إذا كان نشاط الولاية «تقليديًا» أو «مكملًا» لحكومة الولاية. في قضية غارسيا، لاحظت المحكمة أن هذا التحليل كان «غير سليم من حيث المبدأ وغير عمليّ من حيث التطبيق»، واستخلصوا أن المُعدّين اعتقدوا أنه لا يمكن المحافظة على سيادة الولاية عبر النظام السياسي الذي أسسه الدستور. مشيرة إلى أن الكونجرس نفسه الذي وسع قانون معايير العمل العادل ليشمل أنظمة النقل الجماعي التي تديرها الحكومة قدم أيضًا تمويلًا كبيرًا لتلك الأنظمة، خلصت المحكمة إلى أن الهيكل الذي أنشأه المُعدون قد حمى بالفعل الولايات من تجاوز الحكومة الفيدرالية لها.
في قضية كارولاينا الجنوبية ضد بيكر (1988)، قالت المحكمة في ملاحظات القاضي أن استثناءً لغارسيا سيُمنح عندما تكون الولاية مفتقرة «لأي حق بالمشاركة» في العملية السياسية الفيدرالية أو عندما يتركها القانون الفيدرالي «معزولة سياسيًا وعاجزة».

### الاستيلاء
منذ عام 1992، حكمت المحكمة العليا بأن التعديل العاشر يمنع الحكومة الفيدرالية من إجبار الولايات على سن أو عدم سن تشريع معين، أو تطبيق القانون الفيدرالي.
في قضية نيويورك ضد الولايات المتحدة (1992)، أبطلت المحكمة العليا جزءًا من قانون تعديلات سياسة النفايات المشعة منخفضة المستوى لعام 1985. قدم القانون ثلاثة حوافز للدول للامتثال للالتزامات القانونية التي يجب تقديمها للتخلص من النفايات منخفضة مستوى النشاط الإشعاعي. كان الحافزان الأولان نقديين. أما الثالث، الذي طُعن فيه في هذه القضية، فقد ألزم الولايات بملكية أي نفايات داخل حدودها لم يجرِ التخلص منها قبل 1 يناير 1996، وجعل كل ولاية مسؤولة عن جميع الأضرار المتعلقة مباشرة بالنفايات. حكمت المحكمة بأن فرض هذا الالتزام على ولاية ينتهك التعديل العاشر. كتبت القاضية ساندرا داي أوكونور أن الحكومة الفيدرالية يمكنها تشجيع الولايات على تبني لوائح معينة من خلال القوة الشرائية (على سبيل المثال: إرفاق شروط لتلقي الأموال الفيدرالية، انظر داكوتا الجنوبية ضد دول) أو عبر قوة التجارة (التي يستحوذ عليها قانون الولاية مباشرة). مع ذلك، لا يمكن للكونغرس إجبار الولايات بصورة مباشرة على إنفاذ اللوائح الفيدرالية.